# Gelis longipes
Gelis longipes là một loài tò vò trong họ Ichneumonidae.